# Natalia Streignard
Natalia Martínez Streignard (Madrid, 9 settembre 1970) è un'attrice spagnola naturalizzata venezuelana.

## Biografia
È una famosa attrice di telenovele e soap opera venezuelane divenuta molto popolare per la telenovela Dolce Valentina che ha ottenuto grandi successi in America Latina.
Natalia è nata a Madrid in Spagna. Sua madre è argentina e suo padre è tedesco. Quando aveva 3 anni, tutta la famiglia emigrò in Venezuela. Prima di diventare un'attrice, è stata una concorrente nel concorso Miss Venezuela, dove è stata finalista. La sua carriera è iniziata nel 1992, con ruoli da protagonista e di supporto in diverse telenovelas venezuelane.
Alcuni dei suoi ruoli più significativi sono stati in Pedacito de cielo (Marte TV, 1993), Sol de tentación (Venevisión, 1996), Mi destino eres tú (Televisa, 2000), Dolce Valentina (RCTV, 2002), ¡Anita, No te rajes! (RTI, Telemundo, 2004), La Tormenta (RTI, Telemundo, 2005-2006) ed El Juramento, (Telemundo, 2008).
È stata scelta per interpretare la protagonista in El Juramento di Telemundo, che è iniziato nel maggio 2008.
Nel 1998, ha sposato l'attore cubano Mario Cimarro, che aveva conosciuto sul set di La mujer de mi vida. Dopo un periodo di separazione, i due si sono riconciliati. Nel 2006, Streignard e Cimarro si sono ancora una volta separati ed hanno annunciato il loro divorzio entro la fine di quell'anno.

## Telenovelas
| Titolo | Anno                             | Personaggio                                                      |
| ------ | -------------------------------- | ---------------------------------------------------------------- |
| 1993   | Pedacito de Cielo                | Angelina                                                         |
| 1995   | Dulce enemiga                    | María Laura Andueza                                              |
| 1996   | Sol de Tentacion                 | Sol Romero                                                       |
| 1998   | La Mujer de mi vida              | Barbarita Ruiz de Montesinos                                     |
| 2000   | Mi destino eres tú               | Sofía Devesa Leyva                                               |
| 2001   | Soledad                          | Deborah Gutiérrez                                                |
| 2001   | La Niña de mis ojos              | Isabel Díaz Antoni                                               |
| 2002   | Dolce Valentina (Mi gorda bella) | Valentina Villanueva Lanz de Villanueva/Bella de la Rosa Montiel |
| 2004   | ¡Anita, no te rajes!             | Ariana Dupont Aristizábal de Contreras                           |
| 2005   | La Tormenta                      | María Teresa Montilla                                            |
| 2008   | El Juramento                     | Andrea Robles Conde de Landeros                                  |